# Spacer's Toulouse Volley 2015-2016
Questa voce raccoglie le informazioni riguardanti lo Spacer's Toulouse Volley nelle competizioni ufficiali della stagione 2015-2016.

## Organigramma societario
Area direttiva
- Presidente: Jean Azema
- Vice presidente: Didier Conjeaud
- Segreteria generale: Michel Ruffat

Area organizzativa
- Tesoriere: Christian Fereol

Area tecnica
- Allenatore: Cédric Énard
- Allenatore in seconda: Stéphane Sapinart, Benoît Ognier

## Rosa
| N° | Nome               | Ruolo | Data di nascita   | Nazionalità sportiva |
| -- | ------------------ | ----- | ----------------- | -------------------- |
| 1  | Ulysse Carrat      | S     | 10 ottobre 1994   | Francia              |
| 2  | Julien Bergey      | L     | 28 maggio 1996    | Francia              |
| 3  | Nicolas Burel      | C     | 7 settembre 1991  | Francia              |
| 4  | Yacine Louati      | S/O   | 4 marzo 1992      | Francia              |
| 5  | André Radtke       | C     | 16 settembre 1982 | Brasile              |
| 6  | Antoine Brizard    | P     | 22 maggio 1994    | Francia              |
| 7  | Trévor Clévenot    | S     | 28 giugno 1994    | Francia              |
| 8  | Marc Darrieux      | P     | 12 settembre 1998 | Francia              |
| 9  | Marco Ferreira     | P     | 4 ottobre 1987    | Portogallo           |
| 10 | Mathieu Manusauaki | S/O   | 14 novembre 1997  | Francia              |
| 11 | Philippe Tuitoga   | C     | 18 dicembre 1990  | Francia              |
| 12 | François Perrot    | S     | 6 giugno 1994     | Francia              |
| 13 | Romain Devèze      | L     | 5 ottobre 1993    | Francia              |
| 15 | Enzo Stragier      | C     | 26 giugno 1996    | Francia              |
| 16 | Quentin Morson     | C     | 3 agosto 1993     | Francia              |
| 17 | Diogenes Zagonel   | S     | 16 maggio 1981    | Brasile              |
| 18 | Facundo Santucci   | L     | 6 marzo 1987      | Argentina            |
| 19 | Miloš Ćulafić      | S/O   | 13 agosto 1986    | Montenegro           |
| 20 | Dimitri Walgenwitz | P     | 11 aprile 1994    | Francia              |